# 욜라보카플로드
욜라보카플로드(아이슬란드어: jólabókaflóð)는 아이슬란드에서 해마다 크리스마스 두 달 전부터 시작되는 도서 출판 전통을 일컫는 말이다. 아이슬란드인들은 크리스마스 선물로 흔히 책을 주고 받는다.

## 이름
아이슬란드어 "욜라보카플로드(jólabókaflóð)"는 "성탄 시기"를 뜻하는 "욜(jól)", "책"을 뜻하는 "보크(bók)"와 "홍수"를 뜻하는 "플로드(flóð)"의 합성어로, "크리스마스 책 홍수"라는 뜻이다.

## 같이 보기
- 세계 책의 날